# فرانكو أكوستا
فرانكو أكوستا (بالإسبانية: Franco Acosta)‏ (5 مارس 1996 بمونتفيدو في الأوروغواي - 6 مارس 2021) هو لاعب كرة قدم أوروغواني في مركز الهجوم. شارك مع منتخب الأوروغواي تحت 17 سنة لكرة القدم ومنتخب الأوروغواي تحت 20 سنة لكرة القدم. أما مع النوادي، فقد لعب مع سبورتينغ براغا ونادي فياريال ونادي فياريال ب وسنترو أتلتيكو فينكس ‏.

## وصلات خارجية
- فرانكو أكوستا على موقع الاتحاد الدولي (مؤرشف)  (الإنجليزية)
- فرانكو أكوستا على موقع قاعدة بيانات كرة القدم.إي يو (الإنجليزية)
- فرانكو أكوستا على موقع Soccerway.com (الإنجليزية)
- فرانكو أكوستا على موقع عالم كرة القدم.نت (الإنجليزية)
- فرانكو أكوستا على موقع AS.com (الإسبانية)